# Europamästerskapet i baseboll 1993
Europamästerskapet i baseboll 1993 var det 23:e Europamästerskapet i baseboll och spelades i Stockholm i Sverige.
Detta var första gången som turneringen spelades i Sverige. Svenska Baseboll- och Softbollförbundet gick med förlust om cirka 50 000 dollar på att arrangera turneringen.
Turneringen vanns av Nederländerna, som därmed tog sin 14:e titel, före Italien och Sverige. Detta var andra gången som Sverige tog en medalj i Europamästerskapet i baseboll. Första gången var 1981.

## Slutställning
| Placering | Land          |
| --------- | ------------- |
| 1         | Nederländerna |
| 2         | Italien       |
| 3         | Sverige       |
| 4         | Frankrike     |
| 5         | Spanien       |
| 6         | Belgien       |
| 7         | Tyskland      |
| 8         | Ryssland      |

### Webbkällor
- ”1993 European Championships” (på engelska). Baseball-Reference.com. http://www.baseball-reference.com/bullpen/1993_European_Championships. Läst 30 juli 2014.
- ”Europees kampioenschap: Eindstand 1993” (på nederländska). de Nederlandse honkbalsite. Arkiverad från originalet den 20 november 2008. https://web.archive.org/web/20081120195916/http://www.honkbalsite.com/archief/ek_eindstanden/ek_1993.html. Läst 30 juli 2014.